# 트리토
트리토는 원시 인도유럽 신화의 중요한 인물로, 첫 번째 전사를 상징하며 문화 영웅 역할을 한다. 그는 마누와 예모와 같은 다른 저명한 인물들과 연결되어 있으며, 전사 기능 신화의 주인공으로 인정받아 이후의 모든 무장 병사들의 모델을 확립했다. 전설에서 트리토는 천상의 신들에게서 신성한 선물로 소를 받지만, 나중에 *H₂n̥gʷʰis('뱀')이라는 세 머리 뱀에게 도난당한다. 처음에는 패배했지만, 트리토는 취하게 하는 음료로 강화되고 하늘의 아버지의 도움을 받아, 또는 폭풍의 신이나 *H₂nḗr('인간')의 도움을 받아, 함께 동굴이나 산으로 가서 괴물을 물리치고 되찾은 소를 사제에게 돌려주어 적절히 희생되도록 한다. 이제 그는 첫 번째 전사로서 영웅적인 행동을 통해 신들과 필멸자들 사이의 상호 증여 주기를 유지한다. 학자들은 트리토의 이야기를 천상의 영웅과 지상의 뱀 사이의 우주적 갈등으로 해석하거나, 비인도유럽 민족에 대한 인도유럽의 승리로 해석하는데, 괴물은 원주민 도둑이나 찬탈자를 상징한다. 트리토의 인물은 이후의 소도둑 서사 신화의 모델이 되었으며, 소도둑질에 대한 도덕적 정당성을 제공하는 것으로 여겨졌다. 트리토의 전설은 학자들 사이에서 일반적으로 받아들여지며, 마누와 예모의 수준에는 미치지 못하지만 원시 인도유럽 신화의 필수적인 부분으로 인정된다.

## 연구 역사
1975년 얀 푸흐벨과 동시에 출판된 마누와 예모의 우주론적 전설에 대한 첫 논문(푸흐벨은 이야기의 로마적 반영을 지적했다)에 이어, 브루스 링컨은 신화의 초기 부분과 세 번째 인간 트리토의 전설을 하나의 조상 모티프로 조합했다.
1970년대 이래로 마누와 예모의 재구성된 모티프, 그리고 그보다 덜하지만 트리토의 모티프는 학자들 사이에서 일반적으로 받아들여져 왔다.

## 삼기능 가설
링컨에 따르면 트리토의 전설은 "전사 기능의 신화로 해석되어야 하며, 이후의 모든 무장 병사들의 모델을 확립한다"고 한다. 반면 마누와 예모는 "주권 기능의 신화로, 이후 사제와 왕들의 모델을 확립한다"는 것처럼 보인다. 이 신화는 실제로 뒤메질의 삼분법인 사제(마법적 및 법적 측면 모두), 전사(세 번째 인간), 목축자(소) 사이의 우주 분할을 상기시킨다.
트리토의 이야기는 이후의 소도둑 서사 신화의 모델이 되었으며, 인도유럽 민족들 사이에서 소도둑질 관행에 대한 도덕적 정당성을 제공했을 가능성이 높다. 원래 전설에서 트리토는 신들에게 적절히 희생하는 그의 백성에게 정당하게 속하는 것을 되찾을 뿐이다. 이 신화는 천상의 영웅과 지상의 뱀 사이의 우주적 갈등으로 해석되거나, 비인도유럽 민족에 대한 인도유럽의 승리로 해석되기도 하는데, 괴물은 원주민 도둑이나 찬탈자를 상징한다.

## 트리토와 H₂n̥gʷʰis
첫 번째 전사 *Trito('세 번째')에서 파생된 동계어는 뱀 브리트라에게서 도난당한 소를 되찾은 베다의 트리타, 납치된 여성들을 뱀 아지 다하카에게서 되찾은 아베스타의 트라에토나('트리타의 아들'), 그리고 오딘의 이름 중 하나인 노르드의 트리디('세 번째')를 포함한다. 다른 동계어는 그리스어 표현 트리토스 소테르(τρίτος σωτήρ; '세 번째 구원자'), 제우스의 별칭, 그리고 트리토게네이아(τριτογήνεια; '세 번째로 태어난' 또는 '제우스에게서 태어난'), 아테나의 별칭에서 나타날 수 있으며, 러시아와 세르비아 전설에 모두 나타나는 슬라브 신화 영웅 Trojan (mythology)에서도 나타날 수 있다.
H₂n̥gʷʰis는 '뱀'을 의미하는 재구성된 명사이다. 후손 동계어는 적대적인 뱀의 이름인 이란의 아지(Aži)와 괴물 뱀 브리트라를 지칭하는 데 사용되는 인도어 아히(áhi, '뱀')에서 찾을 수 있으며, 둘 다 원시 인도이란어 *Háǰʰiš에서 유래한다.
| 전통          | 첫 번째 전사                | 세 머리 뱀       | 돕는 신                        | 도난당한 선물 |
| ------------- | --------------------------- | ---------------- | ------------------------------ | ------------- |
| 원시 인도유럽 | *트리토 ('세 번째')         | *H₂n̥gʷʰis        | 폭풍의 신 또는 *H₂nḗr ('인간') | 소            |
| 인도          | 트리타                      | 브리트라 ('áhi') | 인드라                         | 소            |
| 이란          | 트라에토나 (트리타의 아들') | 아지 다하카      | *베레트라그나                  | 여성          |
| 게르만        | 트리디, 휘미르              | 세 뱀            | 토르                           | 염소 (?)      |
| 그리스-로마   | 헤라클레스                  | 게리온, 카쿠스   | 헬리오스                       | 소            |

## 뱀 죽이기 신화
거의 모든 인도유럽 신화에서 발견되는 흔한 신화는 영웅이나 신이 어떤 종류의 뱀이나 용을 죽이는 전투로 끝나는 이야기이다. 이야기의 세부 사항은 종종 크게 다르지만, 몇몇 특징은 모든 반복에서 놀랍도록 동일하게 유지된다. 이야기의 주인공은 보통 천둥의 신이거나, 천둥과 어떤 식으로든 관련된 영웅이다. 그의 적수인 뱀은 일반적으로 물과 관련이 있으며 여러 머리를 가졌거나 다른 방식으로 "다중"으로 묘사된다. 인도유럽 신화는 종종 이 생물을 "물의 차단자"로 묘사하며, 그의 많은 머리는 결국 천둥의 신에 의해 장대한 전투에서 부서져 이전에 갇혀 있던 물줄기를 방출한다. 원래의 전설은 카오스캄프, 즉 질서의 힘과 혼돈의 힘 사이의 충돌을 상징했을 수 있다. 용이나 뱀은 이야기의 모든 버전에서 패배하지만, 노르드의 라그나로크 신화와 같은 일부 신화에서는 영웅이나 신이 대결 중에 적과 함께 죽는다. 역사가 브루스 링컨은 용을 죽이는 이야기와 뱀 *H₂n̥gʷʰis를 죽이는 *트리토의 창조 신화가 실제로 동일한 원본 이야기에 속할 수 있다고 제안했다.

원시 인도유럽 용살자 신화의 반영은 대부분의 인도유럽 시적 전통에서 나타나는데, 이 신화는 "*그가 뱀을 죽였다"는 의미의 정형화된 문장 *(h₁e) gʷʰent h₁ógʷʰim의 흔적을 남겼다.

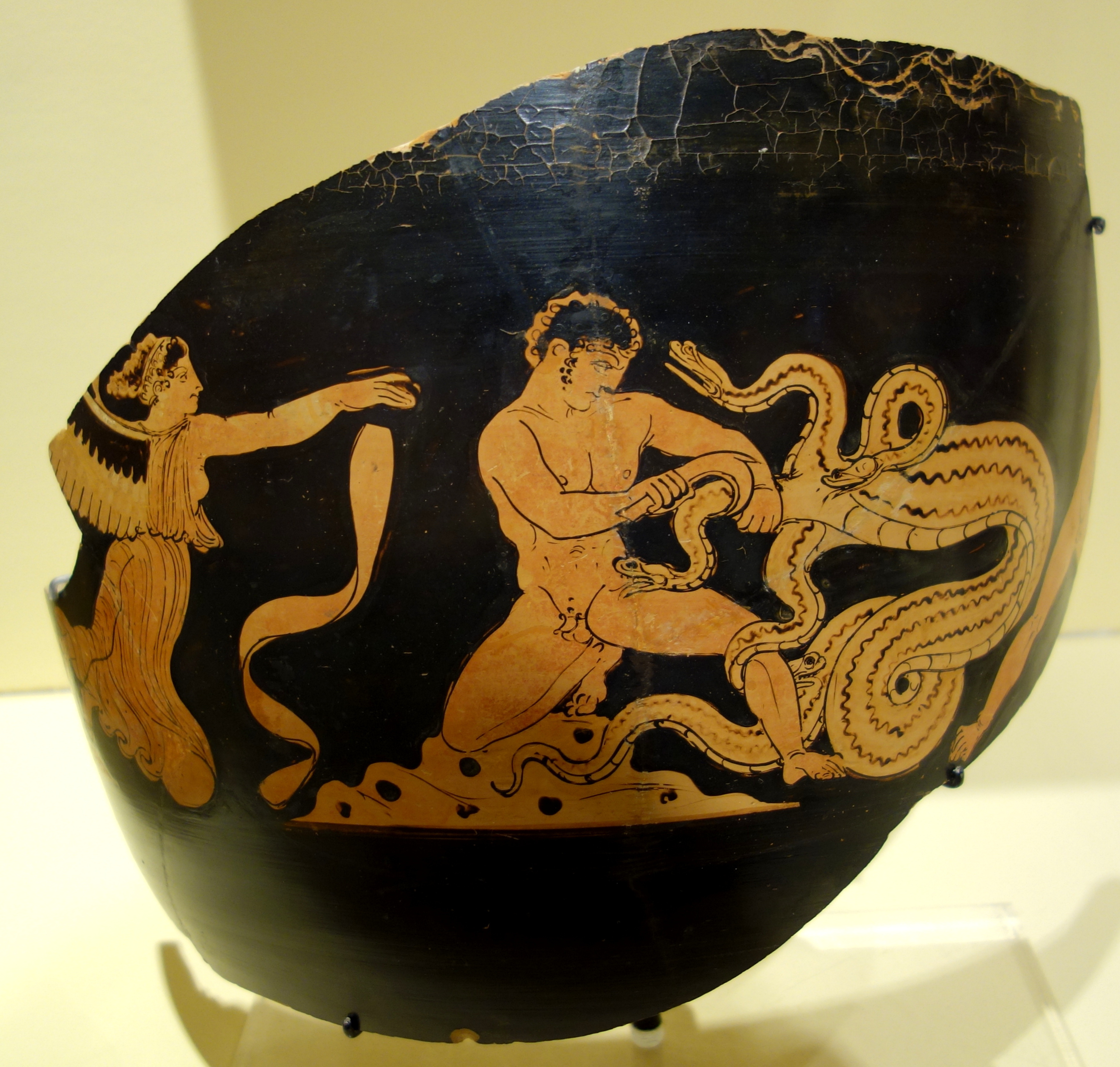
기원전 375-340년경 헤라클레스가 레르나의 히드라를 죽이는 그리스 적색상 도기화.

히타이트 신화에서 폭풍의 신 타르훈츠는 거대한 뱀 일루얀카를 죽이며, 베다 신 인드라는 그의 산굴에 물을 가둬 가뭄을 일으키던 여러 머리 뱀 브리트라를 죽인다.
 이 이야기의 여러 변형은 그리스 신화에서도 발견된다. 원래의 모티프는 헤시오도스가 신통기에서 언급한 제우스가 백 개의 머리를 가진 티폰을 죽이는 전설에서 계승된 것으로 보이며, 헤라클레스가 아홉 개의 머리를 가진 레르나의 히드라를 죽이는 신화와 아폴론이 대지의 용 피톤을 죽이는 전설에서도 나타날 수 있다. 헤라클레스가 게리온의 소를 훔치는 이야기도 아마 관련이 있을 것이다. 비록 그가 통상적인 의미의 폭풍 신으로 여겨지지는 않지만, 헤라클레스는 육체적 힘과 폭력 및 탐욕에 대한 능력을 포함하여 다른 인도유럽 폭풍 신들이 가진 많은 속성을 지닌다.
원래의 모티프는 게르만 신화에도 반영되어 있다. 노르드의 천둥 신 토르는 미드가르드 영역을 둘러싼 물에 살던 거대한 뱀 요르문간드를 죽인다. 볼숭 일족의 사가에서 시구르드는 용 파프니르를 죽이고, 베오울프에서는 동명의 영웅이 다른 용을 죽인다. 게르만 전설에서 보물을 쌓아두는 용(공동체의 부를 상징)의 묘사는 물을 가두는 뱀에 대한 원래 신화의 반영일 수도 있다.

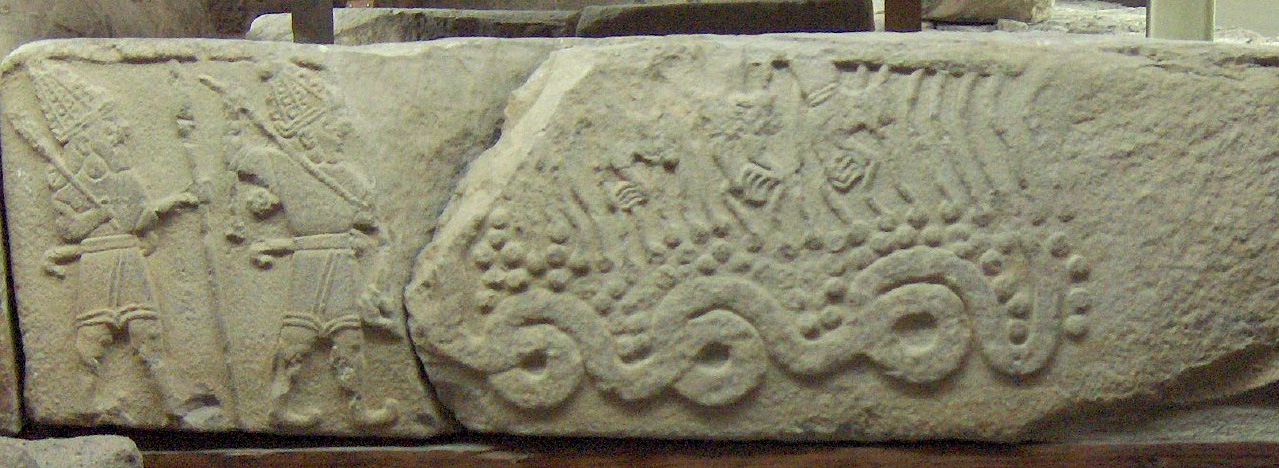
타르훈츠 신이 아들 사룸마를 뒤따라 용 일루얀카를 죽이는 모습 (아나톨리아 문명 박물관, 앙카라).

조로아스터교와 페르시아 신화에서 파리둔 (그리고 나중에는 가르샵)은 뱀 아지 다하카를 죽인다. 알바니아 신화에서 천둥과 관련된 반인반신인 드랑구에는 물과 폭풍우와 관련된 거대한 여러 머리 불 뿜는 뱀인 쿨셰드라를 죽인다. 슬라브의 폭풍의 신 페룬은 그의 적수인 용신 벨레스를 죽이며, 보가티르 영웅 도브리냐 니키티치도 세 머리 용 즈메이를 죽인다. 유사한 처형은 아르메니아의 천둥 신 바하근이 용 비샵에게, 루마니아 기사 영웅 파트-프루모스가 불 뿜는 괴물 즈메우에게, 켈트의 치유의 신 디안 케크트가 뱀 메이키에게 행한다.
신토에서는 베다 종교를 통한 인도유럽적 영향이 신화에서 보이며, 폭풍의 신 스사노오가 여덟 머리 뱀 야마타노오로치를 죽인다.

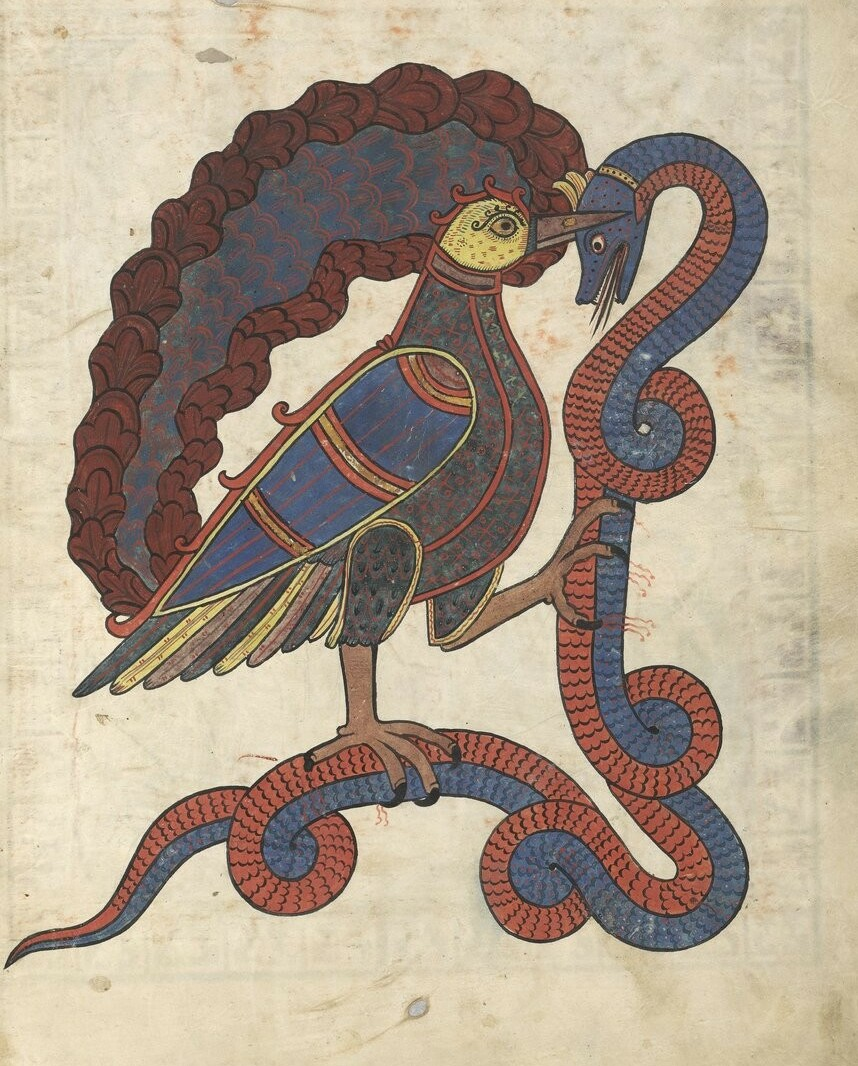
새(그리스도)가 뱀(사탄)을 이기는 모습, 생세베르 묵시록, 11세기.

유대교와 기독교의 창세기 창조 서사와 요한묵시록 12장에 나타나는 용은 뱀 죽이기 신화의 재해석으로 해석될 수 있다. 하느님이 세상을 만들었다고 전해지는 심연 또는 무저갱은 성서 히브리어 테홈 (히브리어: תְּהוֹם)에서 번역되었다. 테홈은 유사한 의미를 가진 아카드어 단어 탐투(tamtu)와 우가리트어 t-h-m의 동계어이다. 따라서 테홈은 이전의 바빌로니아 뱀 티아마트와 동일시되었다.
민속학자 앤드루 랭은 뱀 죽이기 신화가 물의 흐름을 막는 개구리나 두꺼비의 민담 모티프로 변형되었다고 제안한다.

## 같이 보기
- 마누와 예모
- 헤라클레스
- 바하근

### 설명주
1. ↑  트로얀은 숫자 '세'를 의미하는 'try', 우크라이나어의 '세 쌍둥이/세 아들의 아버지'를 의미하는 'troian'과 잠정적으로 연결되거나, 기독교 이전 시대 러시아의 수호신일 가능성도 제기되었다.[13]

### 참조주
1. 1 2 3 4 5 6 7 8 9  Lincoln 1976, 63–64쪽.
2. 1 2 3 4  Lincoln 1976, 58쪽.
3. 1 2  Lincoln 1976, 51쪽.
4. 1 2 3 4 5 6 7 8  Anthony 2007, 134–135쪽.
5. 1 2 3  Mallory & Adams 1997, 138쪽.
6. 1 2  Mallory & Adams 2006, 437쪽.
7. 1 2  Lincoln 1976, 58, 62쪽.
8. 1 2  참고: Puhvel 1987, 285–287쪽; Mallory & Adams 2006, 435–436쪽; Anthony 2007, 134–135쪽. West 2007는 마누와 예모의 재구성된 모티프에 동의하지만, 트리타와 트라에토나 신화의 해석에 대해서는 논쟁이 있다고 언급한다. Polomé 1986에 따르면, "[스칸디나비아 이미르 신화]의 일부 요소들은 독특하게 인도유럽적이지만", Lincoln 1975가 제안한 첫 인간과 그의 쌍둥이 창조 신화의 재구성은 "스칸디나비아 버전에 의해 암시된 근본적인 변화를 설명하기에는 너무 입증할 수 없는 가정을 한다".
9. ↑  Lincoln 1976, 42–43쪽.
10. ↑  Mallory & Adams 2006, 435–436쪽.
11. ↑  Lincoln 1976, 47–48쪽.
12. 1 2 3  West 2007, 260쪽.
13. ↑  Bilaniuk, Petro B. T. (December 1988). 《The Ultimate Reality and Meaning in the Pre-Christian Religion of the Eastern Slavs》. 《Ultimate Reality and Meaning》 11. 254, 258–259쪽. doi:10.3138/uram.11.4.247.
14. ↑  Witzel, Michael (2008). 〈Slaying the Dragon across Eurasia〉.   Bengtson, John D. 《In Hot Pursuit of Language in Prehistory, Essays in the Four Fields of Anthropology》. John Benjamins Publishing. 269쪽. ISBN 9789027232526.
15. ↑  참고: Lincoln 1976; Mallory & Adams 2006; West 2007; Anthony 2007.
16. ↑  Watkins 1995, 297–301쪽.
17. 1 2 3 4 5  West 2007, 255–259쪽.
18. 1 2  Mallory & Adams 2006, 436–437쪽.
19. ↑  West 2007, 255쪽.
20. 1 2  West 2007, 255–257쪽.
21. 1 2  Watkins 1995, 299–300쪽.
22. ↑  Watkins 1995, 324–330쪽.
23. ↑  Lincoln 1976, 76쪽.
24. 1 2  Fortson 2004, 26쪽.
25. 1 2  West 2007, 460쪽.
26. ↑  Houwink Ten Cate, Philo H. J. (1961). 《The Luwian Population Groups of Lycia and Cilicia Aspera During the Hellenistic Period》 (영어). Brill. 203–220쪽. ISBN 978-9004004696.
27. ↑  Fortson 2004, 26–27쪽.
28. ↑  Watkins 1995, 448–460쪽.
29. ↑  Watkins 1995, 460–464쪽.
30. ↑  Watkins 1995, 374–383쪽.
31. ↑  Watkins 1995, 414–441쪽.
32. 1 2  West 2007, 259쪽.
33. ↑  Watkins 1995, 429–441쪽.
34. ↑  Orchard, Andy (2003). 《A Critical Companion to Beowulf》 (영어). Boydell & Brewer Ltd. 108쪽. ISBN 9781843840299.
35. ↑  Kurkjian 1958.
36. ↑  Witzel 2012.
37. ↑  Heinrich Zimmern, The Ancient East, No. III: The Babylonian and Hebrew Genesis; translated by J. Hutchison; London: David Nutt, 57–59 Long Acre, 1901.
38. ↑  Lang, Andrew. Myth, Ritual and Religion. Vol. I. London: Longmans, Green. 1906. pp. 42-46.

## 참고 문헌
- Anthony, David W. (2007). 《The Horse, the Wheel, and Language: How Bronze-Age Riders from the Eurasian Steppes Shaped the Modern World》. Princeton University Press. ISBN 978-1400831104.
- Anthony, David W.; Brown, Dorcas R. (2019). 〈Late Bronze Age midwinter dog sacrifices and warrior initiations at Krasnosamarskoe, Russia〉.   Olsen, Birgit A.; Olander, Thomas; Kristiansen, Kristian. 《Tracing the Indo-Europeans: New evidence from archaeology and historical linguistics》 (영어). Oxbow Books. ISBN 978-1-78925-273-6.
- Arvidsson, Stefan (2006). 《Aryan Idols: Indo-European Mythology as Ideology and Science》. University of Chicago Press. ISBN 0-226-02860-7.
- Beekes, Robert S. P. (2009). 《Etymological Dictionary of Greek》 (영어). Brill. ISBN 978-90-04-32186-1.
- Beekes, Robert S. P. (2011). 《Comparative Indo-European Linguistics: An Introduction》 (영어). John Benjamins Publishing. ISBN 9789027211859.
- Benveniste, Emile (1973). 《Indo-European Language and Society》. 번역 Palmer, Elizabeth. Coral Gables, Florida: University of Miami Press. ISBN 978-0-87024-250-2.
- Burkert, Walter (1985). 《Greek Religion》. Cambridge, Massachusetts: Harvard University Press. ISBN 0-674-36281-0.
- Delamarre, Xavier (2003). 《Dictionnaire de la langue gauloise: Une approche linguistique du vieux-celtique continental》 (프랑스어). Errance. ISBN 9782877723695.
- Derksen, Rick (2008). 《Etymological Dictionary of the Slavic Inherited Lexicon》 (영어). Brill. ISBN 9789004155046.
- Dumézil, Georges (1966). 《Archaic Roman Religion: With an Appendix on the Religion of the Etruscans》 (영어) 1996판. Johns Hopkins University Press. ISBN 978-0-8018-5482-8.
- Dumézil, Georges (1986). 《Mythe et épopée: L'idéologie des trois fonctions dans les épopées des peuples indo-européens》 (프랑스어). Gallimard. ISBN 978-2-07-026961-7.
- Fortson, Benjamin W. (2004). 《Indo-European Language and Culture》. Blackwell Publishing. ISBN 1-4051-0316-7.
- Gamkrelidze, Thomas V.; Ivanov, Vjaceslav V. (1995).  Winter, Werner, 편집. 《Indo-European and the Indo-Europeans: A Reconstruction and Historical Analysis of a Proto-Language and a Proto-Culture》. Trends in Linguistics: Studies and Monographs 80. Berlin: M. De Gruyter.
- Haudry, Jean (1987). 《La religion cosmique des Indo-Européens》 (프랑스어). Archè. ISBN 978-2-251-35352-4.
- Jackson, Peter (2002). 《Light from Distant Asterisks. Towards a Description of the Indo-European Religious Heritage》. 《Numen》 49. 61–102쪽. doi:10.1163/15685270252772777. JSTOR 3270472.
- Jakobson, Roman (1985). 〈Linguistic Evidence in Comparative Mythology〉.   Stephen Rudy. 《Roman Jakobson: Selected Writings》. VII: Contributions to Comparative Mythology: Studies in Linguistics and Philology, 1972-1982. Walter de Gruyter. ISBN 9783110855463.
- Kurkjian, Vahan M. (1958). “History of Armenia: Chapter XXXIV”. 《Penelope》. University of Chicago. 2017년 4월 6일에 확인함.
- Leeming, David A. (2009). 《Creation Myths of the World: An Encyclopedia》 1. ABC-CLIO. ISBN 9781598841749.
- Littleton, C. Scott (1982). 〈From swords in the earth to the sword in the stone: A possible reflection of an Alano-Sarmatian rite of passage in the Arthurian tradition〉.   Polomé, Edgar C. 《Homage to Georges Dumézil》. Journal of Indo-European Studies, Institute for the Study of Man. 53–68쪽. ISBN 9780941694285.
- Lincoln, Bruce (November 1975). 《The Indo-European Myth of Creation》. 《History of Religions》 15. 121–145쪽. doi:10.1086/462739. S2CID 162101898.
- Lincoln, Bruce (August 1976). 《The Indo-European Cattle-Raiding Myth》. 《History of Religions》 16. 42–65쪽. doi:10.1086/462755. JSTOR 1062296. S2CID 162286120.
- Lincoln, Bruce (1991). 《Death, War, and Sacrifice: Studies in Ideology and Practice》. Chicago, Illinois: University of Chicago Press. ISBN 978-0226482002.
- Mallory, James P. (1991). 《In Search of the Indo-Europeans》. London: Thames & Hudson. ISBN 978-0-500-27616-7.
- Mallory, James P.; Adams, Douglas Q. (1997). 《Encyclopedia of Indo-European Culture》. London: Routledge. ISBN 978-1-884964-98-5.
- Mallory, James P.; Adams, Douglas Q. (2006). 《The Oxford Introduction to Proto-Indo-European and the Proto-Indo-European World》. Oxford, England: Oxford University Press. ISBN 978-0-19-929668-2.
- Matasović, Ranko (2009). 《Etymological Dictionary of Proto-Celtic》 (영어). Brill. ISBN 9789004173361.
- Parpola, Asko (2015). 《The Roots of Hinduism: The Early Aryans and the Indus Civilization》 (영어). Oxford University Press. ISBN 9780190226923.
- Polomé, Edgar C. (1986). 〈The Background of Germanic Cosmogonic Myths〉.   Brogyanyi, Bela; Krömmelbein, Thomas. 《Germanic Dialects: Linguistic and Philological Investigations》 (영어). John Benjamins Publishing. ISBN 978-90-272-7946-0.
- Puhvel, Jaan (1987). 《Comparative Mythology》. Baltimore, Maryland: Johns Hopkins University Press. ISBN 978-0-8018-3938-2.
- Renfrew, Colin (1987). 《Archaeology & Language. The Puzzle of the Indo-European Origins》. London: Jonathan Cape. ISBN 978-0-521-35432-5.
- Telegrin, D. Ya.; Mallory, James P. (1994). 《The Anthropomorphic Stelae of the Ukraine: The Early Iconography of the Indo-Europeans》. Journal of Indo-European Studies Monograph Series 11. Washington D.C., United States: Institute for the Study of Man. ISBN 978-0941694452.
- Tirta, Mark (2004).  Petrit Bezhani, 편집. 《Mitologjia ndër shqiptarë》 (알바니아어). Tirana: Mësonjëtorja. ISBN 99927-938-9-9.
- Treimer, Karl (1971). 〈Zur Rückerschliessung der illyrischen Götterwelt und ihre Bedeutung für die südslawische Philologie〉.   Henrik Barić. 《Arhiv za Arbanasku starinu, jezik i etnologiju》 I. R. Trofenik. 27–33쪽.
- Watkins, Calvert (1995). 《How to Kill a Dragon: Aspects of Indo-European Poetics》. London: Oxford University Press. ISBN 978-0-19-514413-0.
- West, Martin L. (2007). 《Indo-European Poetry and Myth》. Oxford, England: Oxford University Press. ISBN 978-0-19-928075-9.
- Winter, Werner (2003). 《Language in Time and Space》. Berlin, Germany: Walter de Gruyter. ISBN 978-3-11-017648-3.
- Witzel, Michael (2012). 《The Origins of the World's Mythologies》 (영어). Oxford University Press. ISBN 978-0-19-981285-1.
- York, Michael (1988). 《Romulus and Remus, Mars and Quirinus》. 《Journal of Indo-European Studies》 16. 153–172쪽. ISSN 0092-2323.